# The Loco-Motion
A The Loco-Motion egy 1962-es popdal, melyet Gerry Goffin és Carole King amerikai dalszerzők írtak. A dal eredetileg Dee Dee Sharp énekesnőnek készült, ám ő elutasította. A dal leginkább arról nevezetes, hogy különböző évtizedekben háromszor is szerepelt az amerikai slágerlista első 3 helyének valamelyikén. Először 1962-ben az amerikai énekesnő Little Eva előadásában vezette a slágerlistát, majd 1974-ben szintén listavezető volt a Grand Funk Railroad együttes feldolgozásában, és végül 1988-ban Kylie Minogue ausztrál énekesnő a 3. helyig jutott vele.

## Kylie Minogue változata
Az ausztrál Kylie Minogue első, debütáló kislemeze, amely eredetileg "Locomotion" címmel jelent meg 1987 júliusában. A dalt egy ausztrál rögbimeccsen adta elő először, az ausztrál "Szomszédok" című szappanopera részeként, majd szerződést kötött a Mushroom Records kiadóval, hogy megjelentesse kislemezen. A dalt 1987. július 13-án adták ki Ausztráliában, majd ugyanebben az évben megjelent Új-Zélandon, Olaszországban, és Svédországban.
A dal sikerességének köszönhetően Minogue szerződést kötött a londoni PWL kiadóval, majd a Stock Aitken Waterman  csapat által készített újrarögzített változat "The Loco-Motion" címmel jelent meg. Ez a kiadás szintén nagy sikert aratott, és 5. helyezést ért el Kanadában, az Egyesült Államokban, és az Egyesült Királyságban is, ahol 2. helyezést ért el. A dal hallható volt az 1988-as Arthur 2: On the Rocks című filmben, melyben Dudley Moore, és Liza Minnelli szerepelt. A dalszövegben helyettesíti az ausztrál vasútvonalat az amerikai vasútvonallal.

### Fogadtatás
Az 1987-es változat hatalmas siker volt hazájában Ausztráliában, ahol a Kent Music Report listán az 1. helyezést érte el, és hét hétig volt slágerlistás helyezés.
Az Egyesült Királyságban az 1988-as kiadás 2. helyezett volt a kislemezlistán, köszönhetően a kislemez eladásoknak, és a rádiós játszási listáknak. A kislemezből 440.000 példány talált gazdára, így az eladások alapján az év 11. legnépszerűbb eladott kislemeze volt. A dal Európában, Ázsiában, Dél-Afrikában is sikeres volt, és felkerült a listákra Belgiumban, Finnországban, Izraelben, és Japánban is.
1988 végén Minogue az Egyesült Államokban utazott hogy népszerűsítse a dalt. egy promóciós turné keretében. A dal az Arthur 2. On the Rocks című filmben is hallható Dudley Moore és Liza Minnelli főszereplésével. A dal a 80-as helyen debütált az amerikai Billboard Hot 100-as listán, majd a 3. helyig jutott két hét alatt. A dal a második kislemez volt, mely amerikai slágerlistára felkerült a legjobb tíz közé. 2002-ben a Can't Get You Out Of My Head című dal a 7. helyezett volt, így a legjobb tíz helyezett közé sorolták. A dal Kanadában is a legjobb helyezést érte el a slágerlistán.
2012-ben a K25 évfordulója alkalmából a dal a 83. helyezést érte el a japán kislemezlistán.

### Videóklip
A "Locomotion" zenei videóját az Essendon repülőtéren és az ABC stúdiókban forgatták Melbourne-ben. Az új "The Loco-Motion" klipváltozat az ausztrál zenei videóból lett összevágva.
1988-ban a dal Kanadában a "Legjobb nemzetközi dal" kategóriájában díjnyertes helyezést ért el.

## Formátumok és számlista
| - UK 7-inch vinyl single 1. "The Loco-motion" (7-inch mix) – 3:07 2. "I'll Still Be Loving You" – 3:45 - UK 12-inch vinyl single 1. "The Loco-motion" (Kohaku Mix) – 5:59 2. "I'll Still Be Loving You" – 3:45 - UK 12-inch remix 1. "The Loco-motion" (Sankie Mix) – 6:35 2. "I'll Still Be Loving You" – 3:45 - US 7-inch vinyl single/cassingle 1. "The Loco-motion" (LP version) – 3:13 2. "I'll Still Be Loving You" – 3:45 - US 12-inch vinyl single 1. "The Loco-motion" (Kohaku Mix) – 5:59 2. "The Loco-motion" (Sankie Mix) – 6:35 3. "The Loco-motion" (LP version) – 3:13 4. "I'll Still Be Loving You" – 3:45 - German CD single 1. "The Loco-motion" (Kohaku Mix) – 5:59 2. "I'll Still Be Loving You" – 3:45 | - "Locomotion" (Australian version) 1. "Locomotion" 2. "Locomotion" (Chugga-Motion Mix) 3. "Locomotion" (The Girl Meets Boy Mix) 4. "Getting Closer" 5. "Getting Closer" (UK mix) (previously unreleased) 6. "Getting Closer" (UK instrumental) (previously unreleased) 7. "Getting Closer" (Extended Oz Mix) 8. "Getting Closer" (Extended Oz Instrumental) (previously unreleased) 9. "Glad to Be Alive" - "The Loco-Motion" 1. "The Loco-Motion" (7-inch mix) 2. "The Loco-Motion" (The Kohaku Mix) 3. "The Loco-Motion" (7-inch instrumental) (previously unreleased) 4. "The Loco-Motion" (7-inch backing track) (previously unreleased) 5. "I'll Still Be Loving You" 6. "I'll Still Be Loving You" (instrumental) (previously unreleased) 7. "I'll Still Be Loving You" (backing track) (previously unreleased) - "The Loco-Motion" (Remix) 1. "The Loco-Motion" (The Sankie Mix) 2. "The Loco-Motion" (Alternative Sankie Mix) 3. "The Loco-Motion" (12-inch Master) 4. "The Loco-Motion" (Album Instrumental) (previously unreleased) 5. "The Loco-Motion" (Album Backing Track) (previously unreleased) 6. "The Loco-Motion" (Oz Tour Mix) 7. "The Loco-Motion" (Oz Tour Backing Track) (previously unreleased) |

### Élő előadások
Minogue az alábbi koncerteken adta elő a dalt:
- Disco in Dream/The Hitman Roadshow (Kohaku Mix verzióban)
- Enjoy Yourself Tour (French Kiss Mix verzióban)
- Rhythm of Love Tour
- Let's Get to It Tour
- Intimate and Live Tour (csak néhány fellépésen)
- KylieFever2002
- Showgirl: The Greatest Hits Tour
- Showgirl: The Homecoming Tour
- KylieX2008 (csak néhány előadáson acapella változatban)
- For You, for Me
- Aphrodite World Tour (acappella és instrumentális verzióban, néhány koncerten)
- Golden Tour (mint a Ritz 1978-as változatában)

A dalt előadta még:
- An Audience with Kylie 2001 TV special (a cappella változat)
- 2014. augusztus 2-án a Hampden Parkban, Glasgow, Skócia
- BBC Proms in the Park 2012
- Dancing with the Stars
- The Tonight Show with Jay Leno
- Strictly Come Dancing
- Kiss Me Once Tour
- Kylie Summer 2015 Tour

### Slágerlista
| Slágerlista (1987–1989)               | Legjobb helyezések |
| ------------------------------------- | ------------------ |
| Ausztrália (Kent Music Report)        | 1                  |
| Ausztria (Ö3 Austria Top 40)          | 3                  |
| Belgium (Ultratop 50 Flanders)        | 3                  |
| Canada Top Singles (RPM)              | 5                  |
| Canada Top Singles (Dance/Urban)      | 1                  |
| Hollandia (Single Top 100)            | 9                  |
| Hollandia (Top 40)                    | 5                  |
| Europe (European Hot 100 Singles)     | 1                  |
| Finnország (Singlet Top 20)           | 1                  |
| Franciaország (Single Top 100)        | 5                  |
| Németország (Media Control Charts)    | 3                  |
| Iceland (RÚV)                         | 2                  |
| Írország (IRMA)                       | 1                  |
| Japan (Oricon Singles Chart)          | 68                 |
| Új-Zéland (Recorded Music NZ)         | 8                  |
| Norvégia (VG-lista)                   | 8                  |
| South Africa (RiSA)                   | 1                  |
| Svájc (Schweizer Hitparade)           | 2                  |
| Egyesült Királyság (UK Singles Chart) | 2                  |
| US Billboard Hot 100                  | 3                  |
| US Hot Dance Club Songs (Billboard)   | 12                 |
| US Cashbox Top 100 Singles            | 4                  |

| Slágerlista (2012)              | Legjobb helyezés |
| ------------------------------- | ---------------- |
| Japán (Billboard Japan Hot 100) | 66               |

| Slágerlista (1987) | Helyezés |
| ------------------ | -------- |
| Australia (ARIA)   | 1        |

| Slágerlista (1988)                   | Helyezések |
| ------------------------------------ | ---------- |
| Canada Top Singles (RPM)             | 61         |
| Germany (Official German Charts)     | 35         |
| Netherlands (Mega Single Top 100)    | 60         |
| UK Singles (Official Charts Company) | 11         |
| US Billboard Hot 100                 | 49         |

| Slágerlista (1989) | Helyezés |
| ------------------ | -------- |
| South Africa       | 1        |

### Minősítések
| Ország                           | Minősítés | Eladások |
| -------------------------------- | --------- | -------- |
| Ausztrália                       | Platina   | 70.000   |
| Japán (RIAJ)                     |           | 24.530   |
| Amerikai Egyesült Államok (RIAA) | Arany     | 500.000  |
| Egyesült Királyság (BPI)         | Arany     | 434.000  |

## További feldolgozások
- Shelley Fabares saját feldolgozását készítette el második "The Things We Did Last Summer" című 1962-ben megjelent albumára.
- A dal francia változatát 1974-ben Madelein Chartrand vitte sikerre "Ca sonne ca sonne Tony" címmel.
- A The Cowby Show 5. évadjában, a "How Do You Get to Carnegie Hall" (1988) Clair, Sondra és Vanessa Huxtable adta elő a dalt saját előadásukban.
- LaToya Jackson 1992-ben a saját Moulin Rouge show-műsorában adta elő a dalt. Ez volt az egyetlen angolul előadott dala.
- A dal szerepel az amerikai The Kidsongs nevű "Boppin' with the Biggles" című DVD-n is.
- Az Atomic Kitten a dal saját változatát vette fel, mely szerepel a "Thomas and the Magical Railroad" című filmben. (2000)
- Az Orange Range nevű csapat a dal alapjait használta fel "Locolotion" című 2004-ben megjelent dalában, mely a japán slágerlistán 1. helyezést ért el. A dal körül viták alakultak ki, mert Goffin és King neve nem szerepelt a dalszerzők listáján. A neveket később dalszerzőként hozzáadták a kiadott anyagokhoz, hogy elkerüljék a pereket. A dal a zenekar musiQ című albumán szerepelt, mely szintén ebben az évben látott napvilágot.